# Arnaud Michel d'Abbadie
Arnaud-Michel d'Abbadie (24. srpnja 1815. – 13. studenog 1893.) bio je baskijsko-francuski zemljopisac, te je skupa sa starijim bratom Antoineom, poznat po svojim putovanjima po Etiopiji.

Arnaud-Michel je rođen u Dublinu 24. srpnja 1815.  Njegova majka je bila Irkinja a otac Bask iz Francuske. Godine 1818. obitelj se preselila u Francusku. Dok su bili u Francuskoj, Arnaud i njegov brat, Antoine, školovali su se u području prirodnih znanosti.
Arnaud je otputovao u Alžir, a zatim godine 1837., on i njegov brat otišali su u Etiopiji. U veljači 1838. godine, započeli su svoju znanstvenu ekspediciju iz Massawe. Braća su putovala diljem sjeverne Etiopije, putujući prema jugu sve Ennarea i Kraljevine Kaffa, ponekad zajedno, a ponekad odvojeno. Iako je ekspedicija bila znanstvena, Arnaud je uronio u političku arenu i bio je odgovoran za utjecaj pape Grgura XVI. oko slanja misionara u Etiopiju. On i njegov brat vratili su se u Francusku 1848. godine sa svojim zabilješkama iz zmljopisa, geologije, arheologije i prirodne povijesti Etiopije.
Arnaud je još jednom posjetio Etiopiju godine 1853.
Općeniti zapis putovanja dvojice braće objavio je Arnaud 1868. pod naslovom  „Douze ans dans la Haute-Ethiopie“  [Dvanaest godina u Gornjoj Etiopiji]. Arnaud je dobio glavnu medalju pariškog geografskog društva godine 1850.

## Napomene
1. ↑  iako se spominje Etiopija, to je u biti bila Abesinija, koja se nalazi na području današnje sjeverne Etiopije i Eritreje